# Yvonne Meusburger-Garamszegi
Yvonne Meusburger-Garamszegi (* 3. Oktober 1983 in Dornbirn; bis Juli 2016 Yvonne Meusburger) ist eine ehemalige österreichische Tennisspielerin.

## Karriere
Meusburger trat zu Beginn ihrer Karriere bei ITF-Turnieren an. Sie gewann dort 15 Einzel- und neun Doppeltitel.
Ab Ende 2006 konnte sie sich entscheidend steigern. Innerhalb kurzer Zeit gewann sie ITF-Titel in Mexiko-Stadt, Puebla und Biberach an der Riß. Auf WTA-Level spielte sie sich in Auckland von der Qualifikation bis ins Achtelfinale und in Indian Wells (Tier I), ebenfalls als Qualifikantin, bis in die dritte Runde, in der sie an der ehemaligen Weltranglistenersten Martina Hingis scheiterte. Es folgte der Gewinn des Challenger-Turniers im italienischen Latina.
Beim Turnier in Prag gelang Meusburger ein Sieg gegen die Nummer 40 der Weltrangliste, Michaëlla Krajicek. Sie schob sich damit erstmals unter die Top 100 im WTA-Ranking, womit sie für die French Open qualifiziert war. Dort unterlag sie in der ersten Runde Francesca Schiavone.
Beim Grand-Slam-Turnier in Wimbledon setzte sie ihren Aufwärtstrend fort. Sie bezwang in der ersten Runde Virginie Razzano 6:4, 7:5, in Runde zwei zog sie dann gegen Amélie Mauresmo mit 1:6, 2:6 den Kürzeren.
Beim Heimturnier in Bad Gastein besiegte Meusburger in der ersten Runde die als Nummer zwei gesetzte Émilie Loit 6:1, 6:3. Auch im Achtel- und im Viertelfinale schlug sie ihre Gegnerinnen Eva Birnerová (6:4, 6:1) und Lourdes Domínguez Lino (6:1, 6:4) klar und zog in ihr erstes WTA-Halbfinale ein. Dort stand ihr mit Karin Knapp eine der Aufsteigerinnen des Jahres gegenüber. Meusburger behielt auch hier die Oberhand und siegte 6:1, 3:6, 6:3. Ihr erstes WTA-Finale verlor sie allerdings gegen die topgesetzte Francesca Schiavone mit 1:6, 4:6.
Nach dem Erfolg in Bad Gastein, der in der Weltrangliste Platz 60 einbrachte, folgten zahlreiche Auftaktniederlagen. Einzig beim Turnier in Linz konnte sie sich in der ersten Runde gegen ihre Landsfrau Melanie Klaffner durchsetzen, ehe sie im Achtelfinale an Nicole Vaidišová scheiterte.
Zu Beginn des Jahres 2008 erreichte sie in Auckland das Achtelfinale. Bei den Australian Open startete sie mit einem Sieg über Laura Granville, unterlag dann in Runde zwei aber Jekaterina Makarowa in zwei Sätzen.
In Lateinamerika konnte sie bei den Turnieren in Bogota (COL) und Acapulco (MEX) jeweils das Achtelfinale erreichen.
Danach verlor sie sowohl bei den Turnieren in Indian Wells und Miami als auch bei den French Open, in Estoril sowie in Prag in der ersten Runde. In Prag musste sie gegen Katarina Srebotnik die Höchststrafe von 0:6, 0:6 über sich ergehen lassen. In Estoril unterlag sie Flavia Pennetta nach gewonnenem ersten Satz noch mit 6:4, 0:6, 2:6. Bei den French Open war sie gegen Caroline Wozniacki chancenlos.
Aufwärts ging es erst wieder auf Challenger-Ebene in Rom (Tiro a Volo), als sie erst im Finale der topgesetzten Tathiana Garbin unterlag. Auch im italienischen Cuneo erreichte sie das Viertelfinale und in Zagreb musste sie sich im zweiten Challenger-Finale 2008 erst der Lokalmatadorin Petra Martić geschlagen geben, nachdem sie im Halbfinale die an drei gesetzte Jelena Kostanić Tošić bezwungen hatte. Dazwischen lag eine Auftaktniederlage in Wimbledon gegen Edina Gallovits (1:6, 2:6), und im tschechischen Zlin scheiterte sie mit 6:7 im dritten Satz an Polona Hercog.
Beim Heimturnier in Bad Gastein drang Meusburger bis ins Viertelfinale vor, in dem sie sich der späteren Turniersiegerin Pauline Parmentier geschlagen geben musste. Es folgte ein unbefriedigendes Ausscheiden in der zweiten Runde beim Challenger-Turnier in Petange (LUX). In Bronx (USA) erreichte sie das Viertelfinale. Bei den US Open musste sie sich nach einem deutlichen Sieg über Lourdes Domínguez Lino in Runde zwei erneut Srebotnik geschlagen geben. Danach kassierte sie bei den beiden mit 100.000 Dollar dotierten Challenger-Turnieren in Sofia (BUL) und in Ortisei (ITA) jeweils klare Auftaktniederlagen. Beim WTA-Turnier in Linz unterlag sie ebenfalls in Runde eins Dominika Cibulková mit 4:6, 2:6. Bei den ITF-Turnieren in Bratislava und Ismaning schied sie in der ersten Runde aus. Somit war der Auftaktsieg bei den US Open der letzte Matchgewinn für sie im Jahr 2008.
Die Saison 2009 eröffnete Meusburger mit der Qualifikation in Auckland, sie unterlag jedoch in der dritten Runde Alberta Brianti. Eine Woche später scheiterte sie in der zweiten Qualifikationsrunde in Sydney an Yuan Meng. Bei den Australian Open unterlag sie in der ersten Runde der Weltranglistenersten Jelena Janković mit 1:6, 3:6. Im Sommer gewann sie die ITF-Turniere von Hechingen und Tranava, wobei sie in Hechingen zusammen mit Jasmin Wöhr auch im Doppelbewerb erfolgreich war.
2013 wurde zu Meusburgers erfolgreichstem Jahr. Nach mehreren Siegen bei Challenger-Turnieren gelang ihr nicht nur ein Finaleinzug in Budapest, wo sie in drei Sätzen Simona Halep unterlag; sie erreichte auch ihr zweites Finale in Bad Gastein. Im Gegensatz zu ihrem ersten Auftritt dort im Jahr 2007 konnte sie sich diesmal klar in zwei Sätzen (gegen Andrea Hlaváčková) durchzusetzen und damit ihren ersten WTA-Titel gewinnen. Die Saison 2013 beendete sie als Nummer 50.
2014 erreichte sie bei den Australian Open erstmals die dritte Runde eines Grand-Slam-Turniers. Sie besiegte Chanelle Scheepers und Bojana Jovanovski, ehe sie in der dritten Runde mit 0:6 und 1:6 gegen die Nummer zwei, Wiktoryja Asaranka, ausschied. Am 31. März 2014 erreichte sie als Nummer 37 ihre bislang beste Platzierung im WTA-Ranking. Nach dem Erstrundenaus bei den US Open gab sie ihr Karriereende bekannt. Im Januar 2015 bestritt sie ein letztes Mal die Australian Open, schied jedoch in der ersten Runde aus.

## Fed Cup
Von 2003 bis 2014 spielte Meusburger für die österreichische Fed-Cup-Mannschaft. Ihren ersten Einsatz hatte sie an der Seite von Sybille Bammer (Niederlage gegen das Duo Kim Clijsters/Els Callens).
2004 verlor sie im Semifinale gegen Russland beide Einzel (gegen Swetlana Kusnezowa und Anastassia Myskina).
2005 besiegte sie in der Partie gegen Frankreich Nathalie Dechy, verlor jedoch gegen Virginie Razzano. Auch bei ihrem Einsatz gegen die Schweiz gab es einen Sieg und eine Niederlage.
2006 in der Begegnung gegen Spanien verlor sie gegen Anabel Medina Garrigues bzw. (im Doppel mit Bammer) gegen Virginia Ruano Pascual und Lourdes Domínguez Lino.
Als das österreichische Team gegen Israel um den Aufstieg in die Weltgruppe 1 spielte, setzte es zwei empfindliche Niederlagen für sie. Da Österreichs Nummer 1, Sybille Bammer, erkrankt war, musste Meusburger im Einzel für sie einspringen. Sie unterlag Shahar Peer und Tzipora Obziler jeweils mit 3:6, 1:6. Hinderlich waren eine Bauchmuskelzerrung und eine Operation zur Entfernung der Weisheitszähne, die sie ein paar Tage zuvor über sich hatte ergehen lassen müssen.
2007 wurde sie gegen Australien nur im Doppel eingesetzt, in dem sie sich wie schon gegen Israel nicht durchsetzte. Auch der Fed-Cup-Auftritt gegen Argentinien verlief unbefriedigend; die Nummer eins des österreichischen Teams verlor klar gegen die kaum bekannte Jorgelina Cravero. Meusburgers Fed-Cup-Bilanz: acht Siege und 21 Niederlagen.

## Sportliche Erfolge
Im April 2014 wurde Yvonne Meusburger zu Vorarlbergs „Sportlerin des Jahres“ gewählt.

### Einzel
| Nr. | Datum         | Turnier     | Kategorie         | Belag | Finalgegnerin     | Ergebnis |
| --- | ------------- | ----------- | ----------------- | ----- | ----------------- | -------- |
| 1.  | 21. Juli 2013 | Bad Gastein | WTA International | Sand  | Andrea Hlaváčková | 7:5, 6:2 |

| Nr. | Datum              | Turnier              | Kategorie   | Belag             | Finalgegnerin      | Ergebnis       |
| --- | ------------------ | -------------------- | ----------- | ----------------- | ------------------ | -------------- |
| 1.  | 21. September 2003 | Sunderland           | ITF $10.000 | Hartplatz (Halle) | Hanna Nooni        | 4:6, 6:3, 6:1  |
| 2.  | 5. September 2004  | Balaschicha          | ITF $25.000 | Sand              | Nastassja Jakimawa | 6:3, 6:72, 6:0 |
| 3.  | 7. November 2004   | Sint-Katelijne-Waver | ITF $25.000 | Hartplatz (Halle) | Selima Sfar        | 6:4, 6:3       |
| 4.  | 27. März 2005      | San Luis Potosi      | ITF $25.000 | Sand              | Kyra Nagy          | 7:5, 5:7, 6:3  |
| 5.  | 10. April 2005     | Coatzacoalcos        | ITF $25.000 | Hartplatz         | Shiho Hisamatsu    | 3:6, 6:4, 6:3  |
| 6.  | 19. November 2006  | Mexiko-Stadt         | ITF $25.000 | Sand              | Carmen Klaschka    | 6:4, 6:3       |
| 7.  | 26. November 2006  | Puebla               | ITF $25.000 | Hartplatz         | Maria Abramović    | 6:4, 6:2       |
| 8.  | 18. Februar 2007   | Biberach             | ITF $25.000 | Hartplatz (Halle) | Martina Pavelec    | 7:63, 4:6, 7:5 |
| 9.  | 1. April 2007      | Latina               | ITF $50.000 | Sand              | Caroline Wozniacki | 7:5, 4:6, 6:3  |
| 10. | 9. August 2009     | Hechingen            | ITF $25.000 | Sand              | Johanna Larsson    | 5:7, 7:5, 6:2  |
| 11. | 16. August 2009    | Trnava               | ITF $25.000 | Sand              | Sandra Záhlavová   | 7:60, 7:5      |
| 12. | 7. August 2011     | Trnava               | ITF $25.000 | Sand              | Eliza Kostowa      | 0:6, 6:2, 6:0  |
| 13. | 14. April 2013     | La Marsa             | ITF $25.000 | Sand              | Wiktorija Kan      | 6:3, 6:4       |
| 14. | 5. Mai 2013        | Wiesbaden            | ITF $25.000 | Sand              | Sharon Fichman     | 5:7, 6:4, 6:1  |
| 15. | 2. Juni 2013       | Grado                | ITF $25.000 | Sand              | Katarzyna Piter    | 6:2, 6:72, 6:3 |

| Nr. | Datum         | Turnier     | Kategorie         | Belag | Finalgegnerin       | Ergebnis       |
| --- | ------------- | ----------- | ----------------- | ----- | ------------------- | -------------- |
| 1.  | 20. Juli 2007 | Bad Gastein | WTA Tier III      | Sand  | Francesca Schiavone | 1:6, 4:6       |
| 2.  | 14. Juli 2013 | Budapest    | WTA International | Sand  | Simona Halep        | 3:6, 7:67, 1:6 |

### Doppel
| Nr. | Datum              | Turnier       | Kategorie    | Belag             | Partnerin        | Finalgegnerinnen                   | Ergebnis          |
| 1.  | 17. August 2003    | Oulu          | ITF $10.000  | Sand              | Nicole Melch     | Kateryna Bondarenko Irina Kuzmina  | 6:3, 4:6, 6:1     |
| 2.  | 17. September 2006 | Innsbruck     | ITF $10.000  | Sand              | Patricia Mayr    | Hana Birnerová Zuzana Zálabská     | 6:3, 6:3          |
| 3.  | 8. April 2007      | Dinan         | ITF $75.000  | Sand (Halle)      | Angelique Kerber | Stéphanie Foretz Aurélie Védy      | 6:4, 6:76, 6:2    |
| 4.  | 19. Juli 2009      | Contrexéville | ITF $50.000  | Sand              | Kathrin Wörle    | Stéphanie Cohen-Aloro Hanna Nooni  | 6:2, 6:2          |
| 5.  | 9. August 2009     | Hechingen     | ITF $75.000  | Sand              | Jasmin Wöhr      | Erica Krauth Pauline Parmentier    | 6:2, 7:61         |
| 6.  | 26. September 2009 | Shrewsbury    | ITF $75.000  | Hartplatz (Halle) | Kristina Barrois | Johanna Larsson Anna Smith         | 3:6, 6:4, [10:7]  |
| 7.  | 13. Juni 2010      | Marseille     | ITF $100.000 | Sand              | Johanna Larsson  | Stéphanie Cohen-Aloro Aurélie Védy | 6:4, 6:2          |
| 8.  | 28. August 2010    | Bronx         | ITF $100.000 | Hartplatz         | Kristina Barrois | Natalie Grandin Abigail Spears     | 1:6, 6:4, [15:13] |
| 9.  | 1. Mai 2011        | Chiasso       | ITF $25.000  | Sand              | Kathrin Wörle    | Claire Feuerstein Anaïs Laurendon  | 6:3, 6:3          |

## Abschneiden bei Grand-Slam-Turnieren

### Einzel
| Turnier         | 2005 | 2006 | 2007 | 2008 | 2009 | 2010 | 2011 | 2012 | 2013 | 2014 | 2015 | Karriere |
| --------------- | ---- | ---- | ---- | ---- | ---- | ---- | ---- | ---- | ---- | ---- | ---- | -------- |
| Australian Open | Q1   | 1    | Q2   | 2    | 1    | 2    | —    | Q3   | —    | 3    | 1    | 3        |
| French Open     | 1    | Q1   | 1    | 1    | 1    | 2    | Q2   | Q2   | Q3   | 2    | —    | 2        |
| Wimbledon       | Q2   | Q1   | 2    | 1    | Q2   | 1    | Q2   | Q2   | 1    | 2    | —    | 2        |
| US Open         | Q2   | Q1   | 1    | 2    | 1    | 2    | Q1   | Q2   | 1    | 1    | —    | 2        |

Zeichenerklärung: S = Turniersieg; F, HF, VF, AF = Einzug ins Finale / Halbfinale / Viertelfinale / Achtelfinale; 1, 2, 3 = Ausscheiden in der 1. / 2. / 3. Hauptrunde; Q1, Q2, Q3 = Ausscheiden in der 1. / 2. / 3. Runde der Qualifikation; n. a. = nicht ausgetragen

### Doppel
| Turnier         | 2007 | 2008 | 2009 | 2010 | 2011 | 2012 | 2013 | 2014 | Karriere |
| --------------- | ---- | ---- | ---- | ---- | ---- | ---- | ---- | ---- | -------- |
| Australian Open | —    | 1    | —    | —    | —    | —    | —    | 1    | 1        |
| French Open     | —    | —    | —    | —    | —    | —    | —    | 1    | 1        |
| Wimbledon       | —    | —    | —    | —    | —    | —    | —    | 1    | 1        |
| US Open         | 1    | —    | —    | —    | —    | —    | 1    | 1    | 1        |

## Privatleben
Nach dem Karriereende kehrte Yvonne Meusburger nach Vorarlberg zurück und heiratete im Juli 2016 Robert Garamszegi, wobei sie den Doppelnamen Meusburger-Garamszegi annahm. Im Juli 2017 bekam das Paar eine gemeinsame Tochter.